# Terence Macleane Salter
Terence Macleane Salter (5 février 1883 - 30 mars 1969) était un collectionneur de plantes et botaniste sud-africain. Parmi les taxons végétaux nommés en son honneur figurent le genre Saltera (Penaeaceae) et l'orchidée Disa salteri.

## Biographie
Salter était le deuxième enfant d'Emily Susannah Wilding et James Colam Salter. Il est né à Cheltenham, Gloucestershire, Angleterre. Il rejoint la Royal Navy en 1900 et est promu trésorier adjoint en 1901. Il a servi à bord du HMS Majestic à Gibraltar. Il devient capitaine-payeur en 1916,.
Il était en poste à la base navale de Simon's Town, en Afrique du Sud, de 1927 jusqu'à sa retraite en 1931 au grade de Paymaster Commander. Au cours de sa mission à Simon's Town, il collectionnait principalement dans la région du Cap. Les spécimens qu'il a collectés au cours de cette période ont été ajoutés à la collection d'herbier des Jardins botaniques royaux de Kew et du Musée d'histoire naturelle de Londres,.
Après son émigration vers l'Afrique du Sud en 1935, il reprend son travail de collectionneur, pour les collections d'herbier de l'Institut national sud-africain de la biodiversité et du Bolus Herbarium jusqu'en 1957.

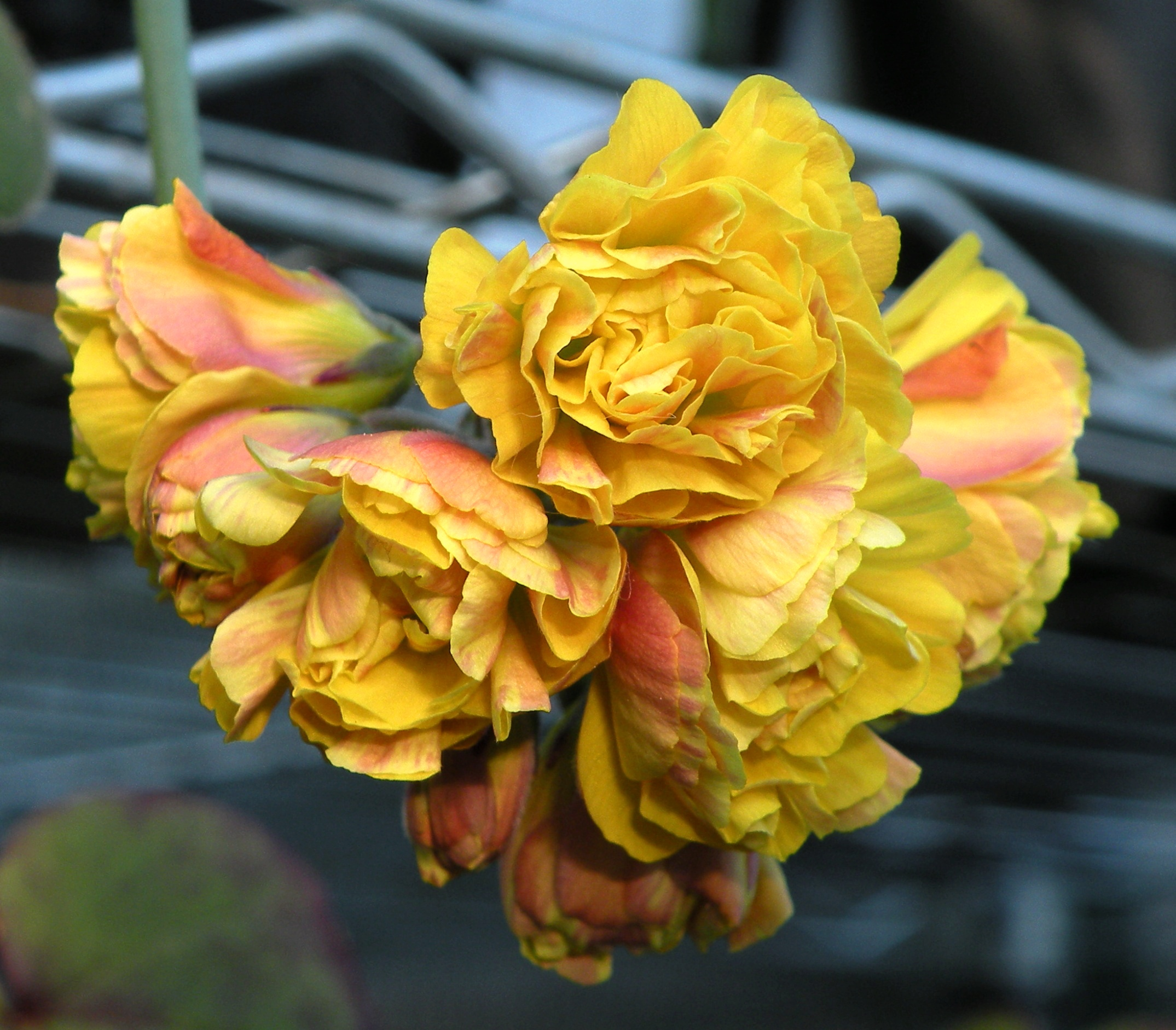
Oxalis compressa en fleurs doubles

Il a travaillé avec Robert Stephen Adamson, avec qui il a publié Flora of the Cape Peninsula en 1950. Il fut employé à l'Herbier Bolus jusqu'en 1960, période durant laquelle il devint spécialiste de la flore du Cap, en particulier du genre Oxalis,.
Il est décédé au Cap à l'âge de 86 ans,.

## Éponymes
Salter a plusieurs taxons végétaux nommés en son honneur, dont le genre Saltera (Penaeaceae), l'orchidée Disa salteri, Lachenalia salteri, Lampranthus salteri et Oxalis salteri,,.

## Quelques publications
- Notes sur certaines espèces de Drosera présentes dans la péninsule du Cap, y compris les nouvelles espèces D. glabripes (Harv.) Salter et D. curviscapa Salter, 1939
- Le genre Oxalis en Afrique du Sud, une révision taxonomique, 1944

## Voir également
- Felicia nordenstamii